# Shinglehouse
Shinglehouse es un borough ubicado en el condado de Potter en el estado estadounidense de Pensilvania. En el año 2000 tenía una población de 1.250 habitantes y una densidad poblacional de 230.9 personas por km².

## Geografía
Shinglehouse se encuentra ubicado en las coordenadas 41°57′51″N 78°11′35″O / 41.96417, -78.19306.

## Demografía
Según la Oficina del Censo en 2000 los ingresos medios por hogar en la localidad eran de $25,987 y los ingresos medios por familia eran $35,750. Los hombres tenían unos ingresos medios de $30,417 frente a los $20,000 para las mujeres. La renta per cápita para la localidad era de $13,253. Alrededor del 13.1% de la población estaba por debajo del umbral de pobreza.